# Маккрей, Ларри
Ларри Маккрей (англ. Larry McCray); род. 5 апреля 1960, Магнолия, Арканзас, США  — американский блюзовый гитарист, певец и автор песен. Номинант Blues Music Awards в номинации «Исполнитель блюза, заслуживающий более широкого признания» (1999) . Брат бас-гитариста Карла Маккрея и барабанщика Стива Маккрея. 

## Биография
Ларри Маккрей родился на ферме близ Магнолии, штат Арканзас, в семье, где было девять детей. Начал играть на саксофоне в школьном оркестре. Первые уроки игры на гитаре взял у своей сестры Клары, которая гастролировала в Арканзасе со своей собственной группой Rockets . В 1972 году вместе с семьёй переехал в Сагино, штат Мичиган. Там Ларри МакКрей более серьёзно занялся гитарой, и с 1976 году начал играть в местных клубах со своими братьями Карлом на бас-гитаре и Стивом на барабанах.
После окончания школы МакКрей работал на конвейере General Motors, в любое свободное время оттачивал навыки игры и в 1990 году ушёл с завода, чтобы посвятить себя карьере в музыке. В 1990 году в подвальной студии звукозаписи друга в Детройте записал свой дебютный альбом Ambition, который был выпущен Point Blank Records, при этом он стал первым блюзовым исполнителем, подписавшим контракт с этим новым блюзовым филиалом Virgin Records . Альбом не остался незамеченным и вскоре МакКрей сначала отправился в европейское турне с Гэри Муром, затем стал выступать в составе гастрольной группы Альберта Коллинза а затем вместе с Попсом Стейплзом. Выступал на чикагском фестивале с Лейзи Лестером, и с ним же гастролировал по Южной Америке .  Как сессионный гитарист Маккрей записывался в частности с Лаки Питерсоном, Джеймсом Коттоном (альбом Living The Blues, записанный с участием Маккрея, был удостоен премии Грэмми), Ларри Гарнером, Джоном Праймером. 
В течение 1990-х годов Маккрей стабильно записывался, но большой популярности не снискал. В 1999 году Blues Foundation отметила музыканта номинацией на Blues Music Awards «Исполнитель блюза, заслуживающий более широкого признания». В 2000 году МакКрей основал свой собственный независимый лейбл Magnolia Records, и Believe It стал его первым релизом. В том же году сыграл в качестве приглашённого гитариста в альбоме Сестры Моники Паркер People Love the Blues.
В 2015 году выпустил альбом The Gibson Sessions, содержащий кавер-версии песен известных в основном блюз-роковых музыкантов (The Rolling Stones, ZZ Top, Lynyrd Skynyrd, Джо Кокер и др.)  Продолжает гастролировать и регулярно выпускать собственные альбомы, а также работать как сессионный музыкант, в его активе участие в записи альбома 2019 года Nobody Told Me Джона Мейолла. Альбом 2022 года Blues Without You был записан по инициативе Джо Бонамассы на его лейбле, и Бонамасса назвал Маккрея «легендой» и «последним из великих блюзовых шаутеров», сказав, что «теперь мир должен заново открыть его» 
Предпочитает гитары Gibson: Les Paul и Flying V 
«Звучание МакКрея — это борьба между дельта-блюзом — сырой акустической музыкой, которая возникла в дельте Миссисипи в начале 1900-х годов — и более поздним чикагским блюзом, который привнёс в микс сильно усиленные электрогитары. В то время как органы Хаммонда и духовые кружатся вокруг, гитарные фразы МакКрея потрескивают под его собственным гулким вокалом» 
«Маккрей сочетает в себе одно из самых хард-роковых гитарных звучаний среди всех современных блюзовых исполнителей с вокалом с оттенком госпела, и историей, которая включает в себя невероятно разнообразный набор влияний» 
По словам самого музыканта его стиль сложился следующим образом «Моё видение было взять этот вид блюзовой музыки [чикагский блюз] и донести её с той же интенсивностью, что и рок-н-ролл или хэви-метал, и добавить к ней немного душевного вокала, вот чего я добивался. Я имею в виду, то, что вы играете на блюзовой гитаре, не означает, что это должна быть слабая гитара, понимаете? Я хотел привнести в нее немного мощи» .

## Дискография
- Ambition (1990)
- Delta Hurricane (1993)
- Meet Me at the Lake (1996)
- Born to Play the Blues (1998)
- Believe It (2000)
- Blues is My Business (2001)
- Live on Interstate 75 (2006)
- Larry McCray (2007)
- The Gibson Sessions (2015)[7][8]
- Blues Without You (2022)[9]